# Санті Дуангшванг
Санті Дуангшванг (тай. สันติ ดวงสว่าง);  — таїландський співак та відомий актор. Він став співаком на звукозапису RS з 1987 року до 2010 року.

## Дискографія
- Joob Mai Waan (จูบไม่หวาน)[5]
- Look Thung Khon Yak (ลูกทุ่งคนยาก)
- Rok Pralad (โรคประหลาด)
- Fak Chai Sai Krathong (ฝากใจใส่กระทง)
- Thon Kham Saban (ถอนคำสาบาน)
- Noom Noei Kha Fe (หนุ่มน้อยคาเฟ่)
- Nang Loei Nang Luem (นางลอยนางลืม)